# Кратеропа ірацька
Кратеро́па ірацька (Argya altirostris) — вид горобцеподібних птахів родини Leiothrichidae. Мешкає в Месопотамії.

## Поширення і екологія
Ірацькі кратеропи мешкають в Іраці, південно-західному Ірані, а також у долині Євфрату в Сирії і в турецькій провінції Шанлиурфа. Вони живуть в очеретяних і чагарникових заростях поблизу річок і каналів, а також на полях.

## Поведінка
Ірацькі кратеропи живляться комахами і павуками. В центральному Іраці сезон розмноження триває з квітня по червень. Гніздо чашоподібне, зроблене з сухих стебел, встелене травою, сухим листям, корінцями і пір'ям. Воно розміщується на дереві або в очереті. В кладці 3-4 яйця. Ірацьким кратеропам притаманний колективний догляд за пташенятами.